# Политика Гамбии
Политика Гамбии осуществляется в рамках президентской республики, при которой президент Гамбии является одновременно главой государства и главой правительства, а также многопартийной системы. Исполнительная власть осуществляется правительством. Законодательная власть принадлежит как правительству, так и парламенту.
Действие конституции Гамбии от 1970 года, которая разделила правительство на независимые исполнительную, законодательную и судебную власти, было приостановлено после военного переворота 1994 года. В рамках переходного процесса в марте 1995 года временный правящий совет Вооруженных сил (AFPRC) своим указом учредил Комиссию по пересмотру конституции (CRC). В соответствии с графиком перехода к демократически избранному правительству комиссия разработала проект новой конституции, которая была одобрена на референдуме в августе 1996 года. Конституция предусматривает президентскую систему, однопалатный законодательный орган, независимую судебную систему и защиту прав человека.

## Политические условия
До государственного переворота в июле 1994 года Гамбия была одной из старейших существующих многопартийных демократий в Африке. Каждые 5 лет с момента обретения независимости в стране проводились свободные выборы. После военного переворота политикам и свергнутого президента Джавары  из Народной прогрессивной партии (PPP) и другим высокопоставленным правительственным чиновникам было запрещено участвовать в политике до июля 2001 года.
План подготовки проекта Народной прогрессивной партии (НПП), возглавляемый бывшим президентом Джаварой, доминировал в политике Гамбии почти 30 лет. Последние выборы при режиме НПП состоялись в апреле 1992 года.
После государственного переворота в сентябре 1996 года состоялись президентские выборы, на которых полковник в отставке Яйя Джамме набрал 56% голосов. На выборах в законодательные органы, состоявшихся в январе 1997 года, доминировал Альянс за патриотическую переориентацию и строительство (APRC, новое воплощение AFPRC), который получил 33 из 45 мест. В июле 2001 года был снят запрет на политические партии и политиков эпохи Джавара. Четыре зарегистрированные оппозиционные партии приняли участие в президентских выборах 18 октября 2001 года, на которых действующий президент Яйя Джамме победил, набрав почти 53% голосов. APRC сохранила свое значительное большинство в Национальном собрании на выборах в законодательные органы, состоявшихся в январе 2002 года, особенно после того, как основная оппозиционная Объединенная демократическая партия (UDP) бойкотировала выборы в законодательные органы.
В 2005 году политический сценарий был изменен, поскольку пять оппозиционных партий объединились под эгидой Национального альянса за демократию и развитие (NADD). Таким образом, НАДД представлял практически все политические оппозиционные силы в стране. После регистрации NADD Высокий суд постановил, что членство в двух партиях является неконституционным, и поскольку NADD была зарегистрирована как политическая партия, все четыре депутата от оппозиции были уволены из Национального собрания. 29 сентября были проведены дополнительные выборы, на которых НАДД сохранил три из четырех мест. 15 ноября того же года трое высокопоставленных лидеров NADD (включая лидера оппозиции в Национальной ассамблее Халифу Саллаха) были арестованы по обвинению в подрывной деятельности.
21 и 22 марта 2006 года, на фоне напряженности, предшествовавшей президентским выборам 2006 года, был раскрыт предполагаемый спланированный военный переворот. Президент Яйя Джамме был вынужден вернуться из поездки в Мавританию, многие подозреваемые армейские чиновники были арестованы, а видные армейские чиновники, включая начальника штаба армии, бежали из страны. Циркулируют утверждения о том, что все это событие было сфабриковано действующим президентом в его собственных коварных целях — однако достоверность этих утверждений неизвестна, поскольку никаких подтверждающих доказательств пока представлено не было. Однако сомнительно, что когда-либо будет известна полная правда, поскольку любой, у кого есть какие-либо доказательства, вряд ли выступит с ними в свете плохой репутации Национального разведывательного управления в области прав человека и их хорошо известной склонности к пыткам и бессрочному заключению под стражу любого, кто выступает против правительства.
Следующие президентские выборы состоялись 22 сентября 2006 года. Выдвижение кандидатов в президенты от партий состоялось 28 августа 2006 года на фоне сообщений о том, что правительство запугивает и несправедливо задерживает членов оппозиции и сочувствующих, а также об использовании государственного аппарата (включая подразделение национальных СМИ правительства, GRTS) для получения несправедливого преимущества в ходе политических кампаний. Эти сообщения последовали за широко разрекламированным подписанием Меморандума о взаимопонимании между правительством и оппозиционными партиями, инициированным президентом Нигерии Олусегуном Обасанджо во время недавнего визита в страну. Действующий президент Яйя  Джамме был переизбран.
31 декабря 2014 года была предпринята попытка государственного переворота, когда военный дезертир вместе со сторонниками напал на президентский дворец. Переворот провалился, и предполагаемый главарь, Ламин Санне, был среди убитых силами, лояльными Джамме.
После выборов 1 декабря 2016 года избирательная комиссия объявила Адаму Бэрроу победителем президентских выборов. Джамме, правивший 22 года, сначала объявил, что уйдет в отставку после поражения на выборах 2016 года, прежде чем объявить результаты недействительными и призвать к новому голосованию, что вызвало конституционный кризис и привело к вторжению коалиции ЭКОВАС. 20 января 2017 года Джамме объявил, что согласился уйти в отставку и покинет страну, позволив Барроу вступить в должность. 4 декабря 2021 года президент Гамбии Адама Барроу победил на переизбрании на президентских выборах. Кандидаты от оппозиции отклонили результаты из-за неуказанных нарушений.

## Исполнительная власть
| Офис           | Имя            | Партия          | Начало срока   |
| -------------- | -------------- | --------------- | -------------- |
| Президент      | Адама Бэрроу   | Демократическая | 19 января 2017 |
| Вице-президент | Мухаммад Яллоу | Демократическая | 15 марта 2019  |

Президент избирается всенародным голосованием сроком на пять лет  (количество сроков не ограничено). Президент назначает членов кабинета.

## Законодательная власть
В национальном собрании состоят 53 члена, 48 членов избираются сроком на пять лет и 4 члена назначаются. Гамбия фактически была однопартийным государством с доминированием, когда у власти находился Альянс за патриотическую переориентацию и строительство.

## Судебная власть
Верховный суд Гамбии (с 1998 года).
До 1998 года существовало право подачи апелляции из Апелляционного суда Гамбии в Судебный комитет Тайного совета в Лондоне.
Последним делом Гамбии, которое рассматривал Судебный комитет Тайного совета, было "West Coast Air Limited против Управления гражданской авиации Гамбии и других" U.K.P.C. 39 (15 сентября 1998 г.)

## Политические партии и выборы
| Кандидат                                                   | Партия                                                  | Голоса  | %    |
| ---------------------------------------------------------- | ------------------------------------------------------- | ------- | ---- |
| Адама Бэрроу                                               | Коалиция 2016                                           | 227,708 | 43.3 |
| Яйя Джамме                                                 | Альянс за патриотическую переориентацию и строительство | 208,487 | 39.6 |
| Мамма Кандех                                               | Демократический конгресс Гамбии                         | 89,768  | 17.1 |
| Всего                                                      | Всего                                                   | 525,963 | 100  |
| Зарегистрированные избиратели/явка                         | Зарегистрированные избиратели/явка                      | 886,578 | 59.3 |
| Источник: IEC (голоса) IEC (зарегистрированные избиратели) |                                                         |         |      |

## Административное деление
Гамбия разделена на один город и 5 округов (англ. Division) (в скобках административные центры):
1. Нижняя Река (англ. Lower River) (Манса-Конко)
2. Центральная Река (англ. Central River) (Янянбурех)
3. Северный Берег (англ. North Bank) (Кереван)
4. Верхняя Река (англ. Upper River) (Бассе-Санта-Су)
5. Западный район (англ. Western Division) (Брикама)
6. Банжул (англ. Banjul) — город.

Они в свою очередь разделены на 37 районов (англ. district), один из которых — Северный Комбо (Комбо Сент Мэри) является частью агломерации Большой Банжул.

## Участие в международных организация
Гамбия является членом этих международных организаций:
ACP, AfDB, Содружество Наций КХЦ, ЭКА, ЭКОВАС, ФАО, Группа 77, МБРР, ИКАО, МКПП, ICRM, МАР, IsDB, МФСР, МФК, IFRCS, МОТ, МВФ, ИМО, Интелсат, Интерпол, МОК, МСЭ , ДН, Shelter Afrique - Региональное жилищное учреждение, принадлежащее 42 африканским странам, ОАЕ (ныне заменено на Африканский союз, сокращенно АС), ОИК, ОЗХО, ООН, ЮНКТАД, ЮНЕСКО, ЮНИДО, ВПС, ВКТ, ВФП, ВОЗ, ВОИС, ВМО, ВТоО, WTrO.